# Cheam
Cheam (službeno Cheam First Nation), jedna od bandi Stalo Indijanaca s rijeke Fraser, istočno od Chilliwacka, u kanadskoj provinciji Britanska Kolumbija.
Populacija Cheam Indijanaca iznosi 460 (2006.)., a locirani su na 3 rezervata (reserves), Cheam 1, Pekw'xe:Yles (Peckquaylis) i Tseatah 2